# Gavardo

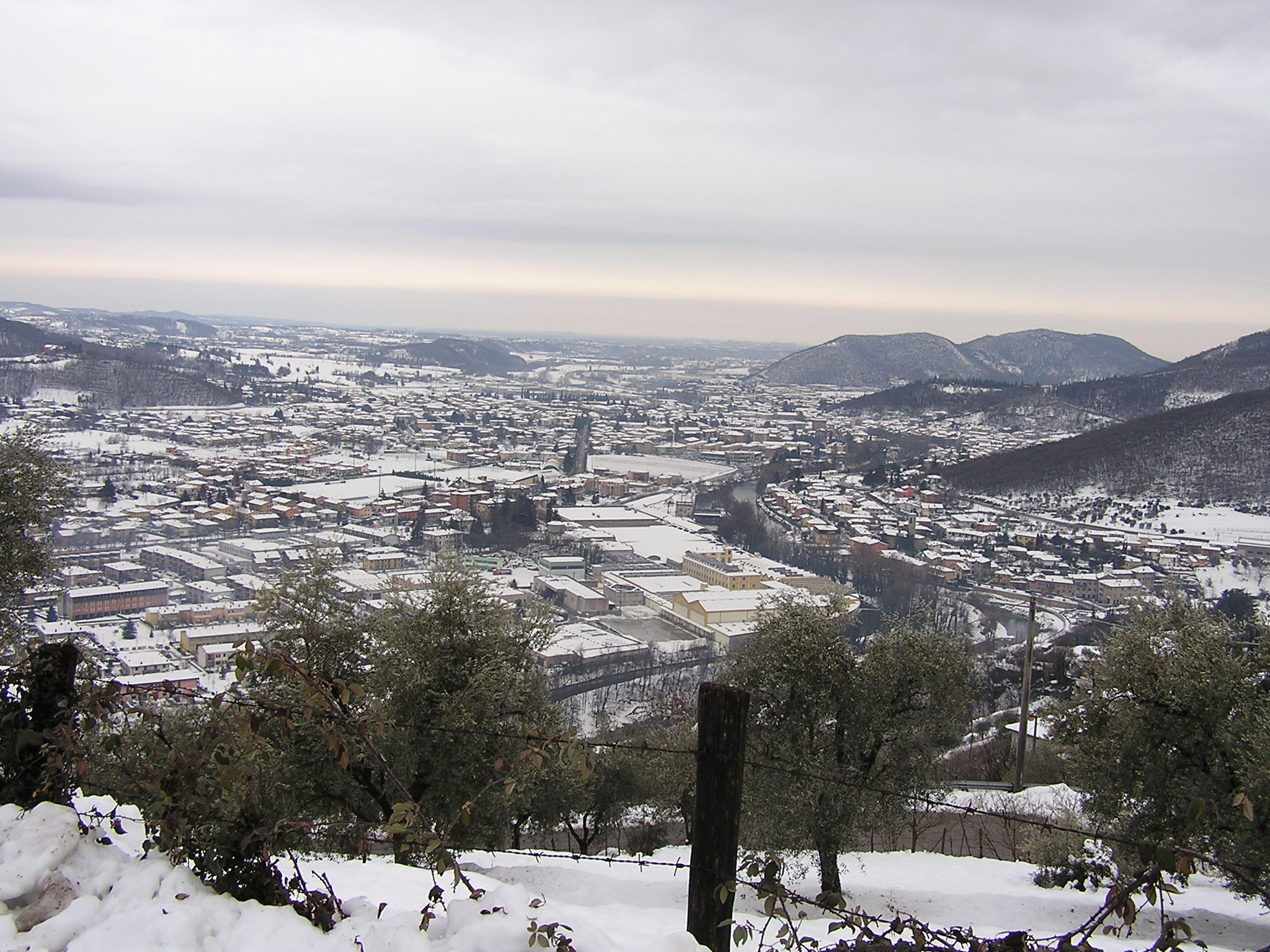
Gavardo im Winter

Gavardo ist eine norditalienische Gemeinde (comune) mit 12.332 Einwohnern (Stand 31. Dezember 2023) in der Provinz Brescia in der Lombardei. Die Gemeinde liegt etwa 17 Kilometer nordöstlich von Brescia im Val Sabbia am Chiese. Der Gardasee liegt etwa 6,5 Kilometer entfernt in nordöstlicher Richtung. Gavardo ist Teil der Comunità Montana della Valle Sabbia.

## Verkehr
Gavardo liegt an der Strada Statale 45 bis Gardesana Occidentale, die vom Flughafen Brescia an der westlichen Seite des Gardasees entlangführt. Mit der Bahnstrecke von Rezzato nach Vobarno wurde 1968 auch die Bahnstation in Gavardo geschlossen.

## Persönlichkeiten
- Sara Goffi (* 1981), Schwimmerin
- Roberto Ferrari (* 1983), Radrennfahrer
- Alessandro Bisolti (* 1985), Radrennfahrer
- Marco Frapporti (* 1985), Radrennfahrer
- Michele Nodari (* 1985), Radrennfahrer
- Marco Zambelli (* 1985), Fußballspieler
- Simona Frapporti (* 1988), Radrennfahrerin
- Cristiana Girelli (* 1990), Fußballspielerin
- Hassane Fofana (* 1992), Leichtathlet
- Filippo Tagliani (* 1995), Radrennfahrer
- Valentina Iseppi (* 1997), Ruderin
- Dario Dester (* 2000), Leichtathlet